# VCN3
En hydrologie, le VCN3, ou volume consécutif minimal pour 3 jours, est le débit minimal ou débit d’étiage des cours d'eau enregistré pendant 3 jours consécutifs sur le mois considéré. C'est une valeur comparée par rapport aux valeurs historiques de ce même mois. Le VCN3 permet de « caractériser une situation d'étiage sévère sur une courte période ».